# بالتا (داکوتای شمالی)
بالتا(به انگلیسی: Balta) شهری در ایالت داکوتای شمالی کشور ایالات متحده آمریکا است که جمعیت آن در سرشماری سال ۲۰۱۰ میلادی، ۶۵ نفر بوده‌است.